# Chorus girls
Chorus girls (danska: Dansegarderoben) är en dansk drama- och komediserie från 2023 som har svensk premiär på SVT1 och SVT Play den 14 juli 2023. Serien är skapad av den danska komediduon Ditte Hansen och Louise Mieritz som även svarat för såväl regi som manus av serien. Första säsongen består av åtta avsnitt.

## Handling
Serien utspelar sig i mitten av 1970-talet och kretsar kring en grupp unga kvinnor som fått arbete som dansare på Cirkusrevyn på nöjesparken Bakken. Arbetet är glamoröst men leder till prestationsångest i och med den stenhårda konkurrensen och sexismen.

## Rollista (i urval)
- Marie Bach Hansen - Sussie
- Mille Lehfeldt - Ulla-Berit
- Olivia Joof Lewerissa - Vibeke
- Marie Reuther - Joy
- Andrea Heick Gadeberg - Mimi
- Nanna Koppel - Diana
- Rebecca Rønde Kiilerich - Henny
- Coco Hjardemaal - Åse
- Anders W. Berthelsen - Preben Kaas
- Esben Dalgaard Andersen - Jørgen Ryg
- Helle Dolleris - Lily Broberg
- Carsten Svendsen - Claus Ryskjær
- Annika Aakjær - Lisbet Dahl
- Andreas Bo - Dirch Passer
- Jakob Oftebro - Robert, Sussies man
- Ditte Hansen - Kate, Sussies mamma
- Louise Mieritz - Tutter, koreograf och Dianas mamma